# Pogonatum gracilifolium
Pogonatum gracilifolium là một loài Rêu trong họ Polytrichaceae. Loài này được Besch. miêu tả khoa học đầu tiên năm 1880.